# Прощай, сын мой
«Прощай, сын мой» (кит. 地久天长) — кинофильм режиссёра Ван Сяошуая, вышедший на экраны в 2019 году.

## Сюжет
Фильм рассказывает историю взаимоотношений двух семей на протяжении тридцати лет. Их сыновья родились в один день и росли как братья, однако в один несчастный день где-то в 1980-х сын Лю Яоцзюня и Ван Лиюнь погибает, чему невольно способствует сын Шэнь Инмина и Ли Хайянь. После этого семьи отстраняются друг от друга. Этому содействует и то, что Ван Лиюнь не может больше иметь детей из-за аборта, сделанного в соответствии с политикой одного ребёнка. Лю Яоцзюнь и Ван Лиюнь переезжают на юг и усыновляют другого ребёнка, однако тот не слушается своих приёмных родителей и сбегает из дома.

## В ролях
- Ван Цзинчунь — Лю Яоцзюнь
- Юн Мэй — Ван Лиюнь
- Рой Ван — Лю Син, сын Лю Яоцзюня и Ван Лиюнь (возраст 15 лет)
- Ай Лия — Ли Хайянь
- Сюй Чэн — Шэнь Инмин
- Ци Си — Шэнь Моли, сестра Шэнь Инмина
- Ду Цзян — Шэнь Хао, сын Шэнь Инмина и Ли Хайянь
- Чжао Янгуочжан — Чжан Синьцзянь
- Ли Цзинцзин — Гао Мэйю

## Награды и номинации
- 2019 — призы «Серебряный медведь» Берлинского кинофестиваля за лучшие мужскую (Ван Цзинчунь) и женскую роли (Юн Мэй).
- 2019 — Гран-при Брюссельского кинофестиваля.
- 2019 — приз фестиваля «Листопад» за лучшую операторскую работу (Ким Хюнсок).
- 2019 — приз зрительских симпатий и специальный приз жюри Уругвайского кинофестиваля.
- 2019 — номинация на приз зрительских симпатий кинофестиваля в Сан-Себастьяне.
- 2019 — номинация на приз кинофестиваля в Торонто в категории «Современное мировое кино».
- 2019 — три премии «Золотой петух» за лучший сценарий (А Мэй, Ван Сяошуай), лучшую мужскую роль (Ван Цзинчунь) и лучшую женскую роль (Юн Мэй), а также две номинации на лучший фильм и лучшую режиссуру (Ван Сяошуай).
- 2019 — 6 номинаций на Азиатско-Тихоокеанскую кинопремию: лучший фильм, лучшая режиссура (Ван Сяошуай), лучший сценарий (А Мэй, Ван Сяошуай), лучшая мужская роль (Ван Цзинчунь), лучшая женская роль (Юн Мэй), лучшая операторская работа (Ким Хюнсок).
- 2020 — Азиатская кинопремия за лучшую режиссуру (Ван Сяошуай), а также 6 номинаций: лучший фильм, лучший сценарий (А Мэй, Ван Сяошуай), лучшая мужская роль (Ван Цзинчунь), лучшая женская роль (Юн Мэй), лучший монтаж (Ли Чатаметикул), лучшая работа художника-постановщика (Лю Дун).
- 2020 — две премии Пекинской киноакадемии за лучший фильм и лучшую режиссуру (Ван Сяошуай), а также 3 номинации: лучший продюсер (Хэ Цзюньи), лучший сценарий (А Мэй, Ван Сяошуай), лучший звук (Фу Кан).